# Hillingdon (municipio de Londres)
Hillingdon es un municipio del Gran Londres (Inglaterra) Reino Unido (una parte de London Borough of Hillingdon) localizado en el extremo oeste del mismo, en el área conocida como Londres exterior, (Inglaterra) Reino Unido. Fue creado por el Acta del Gobierno de Londres de 1963, que entró en vigor el 1 de abril de 1965. Se formó a partir de los distritos de Hayes and Harlington, Ruislip-Northwood, Uxbridge, y Yiewsley and West Drayton en el histórico condado de Middlesex. Hoy, Hillingdon alberga el aeropuerto de Heathrow y la Universidad Brunel, y es el segundo municipio en extensión de Londres. 
El Hillingdon Council gobierna el municipio, con sede en el Centro Cívico de Uxbridge. Con propósitos administrativos, el municipio se divide en North y South Hillingdon. La vinculación del sur con la industria ha disminuido desde los años 1980 para ser reemplazada por una población suburbana preponderantemente residencial; el norte ha permanecido constantemente como área suburbana residencial. Las zonas residenciales del municipio se ampliaron con la extensión del Ferrocarril Metropolitano desde Harrow on the Hill a Uxbridge a principios de los años 1900 y el gradual establecimiento de paradas a lo largo de la línea, pasando a ser conocida como "Metro-land".

## Historia
El municipio se formó en 1965 a partir de Hayes and Harlington Urban District, Municipal Borough of Uxbridge, Ruislip-Northwood Urban District, y Yiewsley and West Drayton Urban District de Middlesex. Los consejos implicados fueron al principio incapaces de decidirse por un nombre, con Keith Joseph sugiriendo "Uxbridge" en octubre de 1963, más tarde revisado como Hillingdon.
El escudo de armas del municipio londinense de Hillingdon fue otorgado el 22 de marzo de 1965. Entre 1973 y 1978, se construyó el centro cívico del municipio en Uxbridge.
El municipio se ha hermanado con la ciudad francesa de Mantes-la-Jolie y la alemana de Schleswig puesto que los distritos urbanos de Hayes & Harlington crearon ese lazo en 1958. El programa de hermanamiento fue revisado en 2011 y se sugirió que el lazo con Schleswig debía romperse debido a la falta de contacto entre las ciudades. En diciembre de 2011, el municipio decidió, en lugar de eso terminar el lazo con una segunda ciudad alemana, Emden, citando problemas administrativos.
La población creció en el período 2001–2011 un 11.5% - 4.4% por encima de la media de Gales e Inglaterra que fue de 7.1% - como parte de la zona en que más rápido crece la población, el Gran Londres. Por comparación, Merton y Bromley había crecido un 4.5% y Tower Hamlets había crecido un 26.4%. Los hogares se incrementaron en ese período de 2001–2011 en un 3.3%, y el número medio de personas por hogar era de 2.7.

## Distritos
El municipio comprende 17 distritos o barrios principales, varios de los cuales tienen vecindarios, comunidades o localidades dentro de ellos y uno de los cuales es histórico:
| Ciudad/Distrito/Pueblo | 1                         | 2                            | 3                                | 4                                |
| ---------------------- | ------------------------- | ---------------------------- | -------------------------------- | -------------------------------- |
| Cowley                 | Cowley Peachey            | Little Britain o Cowley Lock | Little Britain o Cowley Lock     | Little Britain o Cowley Lock     |
| Cranford               |                           |                              |                                  |                                  |
| Eastcote               | Eastcote Village          | Eastcote Village             | Eastcote Village                 | Eastcote Village                 |
| Harefield              | Mount Pleasant            | South Harefield              | Hill End                         | Hill End                         |
| Harlington             | Cranford Park             | Pinkwell Park                | Pinkwell Park                    | Pinkwell Park                    |
| Harmondsworth          |                           |                              |                                  |                                  |
| Hayes                  | Wood End Green o Wood End | Hayes End                    | Hayes End                        | Hayes End                        |
| Heathrow — historic    |                           |                              |                                  |                                  |
| Hillingdon             | North Hillingdon          | Colham Green                 | Hillingdon Heath o Gould's Green | Hillingdon Heath o Gould's Green |
| Ickenham               |                           |                              |                                  |                                  |
| Longford               |                           |                              |                                  |                                  |
| Northwood              | Northwood Hills           | Northwood Hills              | Northwood Hills                  | Northwood Hills                  |
| Ruislip                | Ruislip Common            | Ruislip Manor                | Ruislip Gardens                  | West Ruislip                     |
| Sipson                 |                           |                              |                                  |                                  |
| South Ruislip          |                           |                              |                                  |                                  |
| Uxbridge               | Uxbridge Common           | Uxbridge Moor                | Uxbridge Moor                    | Uxbridge Moor                    |
| West Drayton           |                           |                              |                                  |                                  |
| Yeading (sur)          |                           |                              |                                  |                                  |
| Yiewsley               |                           |                              |                                  |                                  |

A efectos electorales el municipio se divide aún más en distritos electorales: Barnhill Ward, Botwell Ward, Brunel Ward, Cavendish Ward, Charville Ward, Eastcote and East Ruislip Ward, Harefield Ward, Heathrow Villages Ward, Hillingdon East Ward, Ickenham Ward, Manor Ward, Northwood Hills Ward, Northwood Ward, Pinkwell Ward, South Ruislip Ward, Townfield Ward, Uxbridge North Ward, Uxbridge South Ward, West Drayton Ward, West Ruislip Ward, Yeading Ward, Yiewsley Ward:.
El municipio también incluye RAF Northolt y los anteriores lugares de RAF Eastcote, RAF South Ruislip, RAF West Drayton, RAF Ruislip 4MU, RAF West Ruislip y RAF Uxbridge.

## Demografía
Según el censo de 2001, Hillingdon tenía 243 006 habitantes. El 79,05% de ellos eran blancos, el 13,59% asiáticos, el 3,29% negros, el 2,29% mestizos, y el 1,74% chinos o de otro grupo étnico. Un 21,19% eran menores de 16 años, un 72,28% tenían entre 17 y 74, y un 6,52% eran mayores de 75. La densidad de población era de 2100 hab/km² y había 96 643 hogares con residentes.
De los 122 590 habitantes económicamente activos, el 91,46% tenían un empleo, el 3,91% estaban desempleados y el 4,62% eran estudiantes a tiempo completo.

## Ciudades hermanas
- Mantes-la-Jolie, Francia
- Schleswig, Alemania